# Punxaflors gros
El punxaflors gros (Diglossa major) és una espècie d'ocell de la família dels tràupids (Thraupidae) que habita els clars de la selva humida i zones arbustives del sud de Veneçuela i zona limítrofa del nord del Brasil.